# Корсунский, Сергей Владимирович
Сергей Владимирович Корсунский (укр. Сергій Володимирович Корсунський; род. 10 августа 1962, Киев, Украинская ССР, СССР) — украинский учёный и дипломат. Заслуженный экономист Украины (2008). Доктор физико-математических наук. Директор Дипломатической Академии имени Геннадия Удовенко при МИД Украины в 2017—2020 годах.
Был временным поверенным в делах Украины в США в 2005 году, чрезвычайным и полномочным послом Украины в Турецкой Республике 2008—2016 годах, чрезвычайным и полномочным послом Украины в Японии (14 апреля 2020 — 21 декабря 2024).

## Биография
Родился 10 августа 1962 года в Киеве.
В 1984 году окончил Киевский университет им. Т. Г. Шевченко, механико-математический факультет. Аспирантура Института гидромеханики АН УССР (1988).
В 1984—1988 годах — младший научный сотрудник Института гидромеханики НАН Украины.
В 1988—1991 годах — научный сотрудник — консультант Научно-организационного отдела Президиума НАН Украины, старший научный сотрудник Института теоретической физики НАН Украины.
В 1991—1994 годах — начальник Управления государственных научно-технических программ Государственного комитета Украины по вопросам науки и технологий.
В 1994—1995 годах — первый секретарь Национальной комиссии Украины по делам ЮНЕСКО.
На протяжении 1995 года — учёба в Институте международных отношений Киевского госуниверситета.
В 1995—1998 годах — советник по вопросам экономики, науки и техники посольства Украины в Государстве Израиль.
В 1998—2000 годах — заместитель начальника Управления экономического и научно-технического сотрудничества МИД Украины, Национальный координатор Украины в Центральноевропейской инициативе.
В 2000—2005 годах — советник, советник-посланник посольства Украины в США.
С 21 июня 2005 по 3 января 2006 года — временный поверенный в делах Украины в США.
В 2006—2008 годах — директор Департамента экономического сотрудничества МИД Украины.
С 29 июля 2008 по 18 июня 2016 года — чрезвычайный и полномочный посол Украины в Турецкой Республике.
С 14 ноября 2016 по 2 октября 2017 года — посол по особым поручениям МИД Украины.
С 3 ноября 2017 года — директор Дипломатической Академии имени Геннадия Удовенко при МИД Украины.
С 14 апреля 2020 по 21 декабря 2024 года — чрезвычайный и полномочный посол Украины в Японии.

## Академические публикации
Автор 350 научных статей и публикаций, в том числе 8 монографий:
- Нестационарные и нелинейные волны в электропроводящих средах / И. Т. Селезов, С. В. Корсунский. — К. : Наукова думка, 1991. — 198 с.
- Нелинейные МГД-волны в электропроводящих диспергирующих средах / С. В. Корсунский. — Севастополь. — Изд. МГИ НАН Украины, 1993. — 136 с.
- Nonlinear waves in dispersive and dissipative systems with coupled fields / S. Korsunsky. — Addison, Wesley. Longman, 1997. — 236 p.
- Трансфер технологий в США : Моногр. / С. В. Корсунский. — К. : Укринтэи, 2005. — 148 c. — Библиогр.: с. 144—147. — укр.
- Энергетическая дипломатия : учеб. пособ. / С. В. Корсунский. — К. : Высшая шк., 2008. — 159 c. — Библиогр.: с. 158—159. — укр.
- Внешняя политика в эпоху трансформаций: как не остаться на обочине истории, — Харьков, Виват, 2020. — 254 с. — укр.
- Как строить отношения с государствам Азии: экономика, дипломатия, культурные особенности. — Харьков, Виват, — 284 с. — укр.
- Как нации возрождаются: опыт Восточной Азии. — Харьков, Виват. — 200 с. — укр.

## Академические звания
- Приглашённый профессор Университета Кобе Гакуин[англ.], Япония
- Почётный профессор Киевского университета имени Бориса Гринченка

## Дипломатический ранг
- Чрезвычайный и полномочный посол (23 августа 2014)[8].

## Награды
- Лауреат Премии Европейской Академии (1995)
- Благодарность Премьер-министра Украины — (2018)
- Награждён нагрудным знаком «Відзнака МЗС України» — (2019)
- Награждён почётной грамотой Верховной Рады Украины «За особые заслуги перед Украинским народом» (2024)
- Заслуженный экономист Украины (2007)

## Литературная деятельность
Литературный псевдоним — Сергей Владич. Автор десяти художественных романов, изданных в 2010—2019 годах в издательствах «Клуб семейного досуга», «Ранок» и «Золотое сечение»:
- Тайна Первого храма
- Тайна распятия
- Слуги дьявола
- Код бесконечности
- Планета женщин
- Первый апостол
- Шёпот прохладного ветра
- Тайны русской нумерологии
- Все есть число
- Тиран